# کارلوس تنوریو
کارلوس تنوریو (انگلیسی: Carlos Tenorio؛ زادهٔ ۱۴ مهٔ ۱۹۷۹) یک بازیکن فوتبال اهل  کشور اکوادور است.
وی همچنین در تیم ملی فوتبال اکوادور بازی کرده‌است.